# Maria Netter
Maria Netter (* 20. April 1917 in Berlin; † 11. Dezember 1982 in Basel) war eine Schweizer Kunstkritikerin, Kunstpublizistin und Fotografin.

## Leben und Werk
Maria Netter wuchs in einer jüdischen Familie in Berlin auf und emigrierte 1936 nach Basel, wo sie an der Universität Basel Theologie und Kunstgeschichte studierte. Während ihres Studiums begann Maria Netter als Kunstreferentin für die Basler Nachrichten zu schreiben. Zudem erschienen ihre Berichte ab 1943 in der National-Zeitung, im St. Galler Tagblatt und in den Luzerner Neuesten Nachrichten.
Nach dem abgeschlossenen Studium schrieb Maria Netter als freie Mitarbeiterin für wichtige Schweizer Kunstmagazine und Zeitungen, so für Das Werk, Graphis oder die Schweizer Monatshefte sowie für Die Weltwoche, Die Tat und die Schweizerische Finanzzeitung. Maria Netter war von 1944 bis 1945 die Assistentin von Georg Schmidt am Kunstmuseum Basel.
Maria Netter avancierte zu einer der einflussreichsten und mutigsten Kritikerinnen der zeitgenössischen Kunstszene im deutschsprachigen Raum und hatte in Basel bedeutenden Anteil an der sich entfaltenden Entwicklung der Stadt zu einer Kunst- und Kulturstadt der Moderne.
Als talentierte autodidaktische Fotografin fotografierte Maria Netter mit der Leica M3 und illustrierte vielfach ihre Publikationen mit ihren eigenen Fotografien. Zudem entstanden auf ihren Kunststreifzügen u. a. Fotos von Künstlern, Galeristen, Sammlern, Museumskuratoren und Ausstellungseinrichtungen sowie von ihren vielen Freunden.
Maria Netters Fotografien sind für die Kenntnis des Kunstbetriebs und seiner Akteure in der Schweiz in den 1950er bis 1970er Jahren von herausragender Bedeutung. Die Fotografien zeigen den internationalen künstlerischen Aufbruch nach dem Zweiten Weltkrieg und umfassen unterschiedliche Bewegungen wie den abstrakten Expressionismus, Pop Art, Minimal Art, Concept Art, Happening, Performance und Arte Povera.
Als Pressesprecherin und Mitglied des Fachgremiums der Art Basel war Maria Netter am internationalen Erfolg und raschen Wachstum der 1970 erstmals veranstalteten Kunstmesse beteiligt.
Maria Netter vermachte ihren schriftlichen Nachlass der Basler Universitätsbibliothek. Ihren fotografischen Nachlass, der aus ca. 20'000 Einheiten mit rund 10'000 Kunstsujets besteht, hinterliess sie nach ihrem Tod 1982 der damals im Kunsthaus Zürich domizilierten Schweizerischen Stiftung für Photographie. Seit 2013 befindet sich dieser Nachlass als Dauerleihgabe der inzwischen in Winterthur ansässigen Stiftung beim Schweizerischen Institut für Kunstwissenschaft (SIK-ISEA) in Zürich. Er umfasst über 1900 Schwarz-weiss-Filme mit entsprechenden Kontaktabzügen und einzelnen Fachvergrösserungen. Rund 600 Fotografien wurden inzwischen digitalisiert und veröffentlicht (Stand August 2020).